# Ryde Sogn (Lolland)
 For alternative betydninger, se Ryde Sogn. (Se også artikler, som begynder med Ryde Sogn)
Ryde Sogn er et sogn i Lolland Vestre Provsti (Lolland-Falsters Stift).
I 1800-tallet var Ryde Sogn anneks til Landet Sogn. Begge sogne hørte til Lollands Sønder Herred i Maribo Amt. Landet-Ryde sognekommune blev ved kommunalreformen i 1970 indlemmet i Højreby Kommune, der ved strukturreformen i 2007 indgik i Lolland Kommune.
I Ryde Sogn ligger Ryde Kirke.
I sognet findes følgende autoriserede stednavne:
- Bjergeskov (bebyggelse)
- Gammelgård (ejerlav, landbrugsejendom)
- Havbølle (bebyggelse, ejerlav)
- Holmemark (bebyggelse)
- Kristianssæde Skov (areal, ejerlav)
- Langager (bebyggelse)
- Nybølle (bebyggelse, ejerlav)
- Ryde (bebyggelse, ejerlav)
- Ryde Hede (bebyggelse)
- Ryde Skov (bebyggelse)
- Simonshoved (bebyggelse)
- Skidenstræde (bebyggelse)
- Stibanken (bebyggelse, ejerlav)
- Toreby (bebyggelse, ejerlav)